# Clyde King
Clyde Edward King (23 de maio de 1924 — 2 de novembro de 2010) foi um dirigente esportivo norte-americano. Ele foi gerente, gerente-geral e executivo da Major League Baseball.